# Rodezijski grebenar
Rodezijski grebenar je pasma psov, ki izvirajo iz afriške države Rodezije. Prvi standard pasme je bil določen leta 1922 v Rodeziji, leta 1924 pa so bili registrirani prvi psi te pasme. Leta 1926 je bil rodezijski grebenar priznan kot lovska pasma psov. Standard je določil F.R. Barnes v Bulawayu.

## Opis
Razpoznavni znak te pasme je poseben greben na hrbtu, kjer dlaka raste v nasprotni smeri rasti ostale dlake. Biti mora jasno definiran in simetričen, ožati se mora v smeri bokov. Plečna višina odraslega psa je od 61 do 69 cm, teža pa se giblje med 32 in 36 kg. Barva kožuha je svetlo pšenična do pšenično rdeča, dlaka pa je kratka in svetleča in ni zahtevna za nego. Rep je močan, po navadi pa ga pes nosi spuščenega. Barva smrčka je običajno črna, redkeje pa se pojavi tudi jetrno rjava barva. Oči morajo biti okrogle, barva pa mora biti podobna barvi kožuha.
Prvotno je bila pasma vzrejena za lov na leve in za psa čuvaja. Za pasmo je značilno, da redko laja.

## Temperament
Rodezijski grebenar je aktiven pes, ki potrebuje veliko gibanja, vendar pa se lahko ob pomanjkanju rekreacije precej uleni. Odrasel pes je atletskega in mišičastega videza z elegantno postavo in telesno skladnostjo. Na lastnika se izjemno naveže, pa tudi sicer je zelo inteligenten in sposoben razmišljanja po lastni volji. Primeren je za ljudi s trdno voljo, doslednostjo in disciplino. Do otrok je rodezijski grebenar zelo ljubeč, vendar pa ni primeren za družino z majhnimi otroci, saj je zaradi svoje moči in živahnosti lahko pregrob za majhne otroke. Za pravilno socializacijo potrebuje bližino in pozornost ljudi. Življenje na prostem in pesjaku ni priporočljivo.

## Zdravje
Najbolj značilna bolezen za pasmo je Dermoidni sinus, manj pogoste so displazija kolkov in komolcev, sive mrene in okvare ščitnice. Povprečna življenjska doba pasme je med 11 in 13 let, znani pa so tudi primeri, ko je pes doživel starost 16 let.